# 阿法納西耶沃區

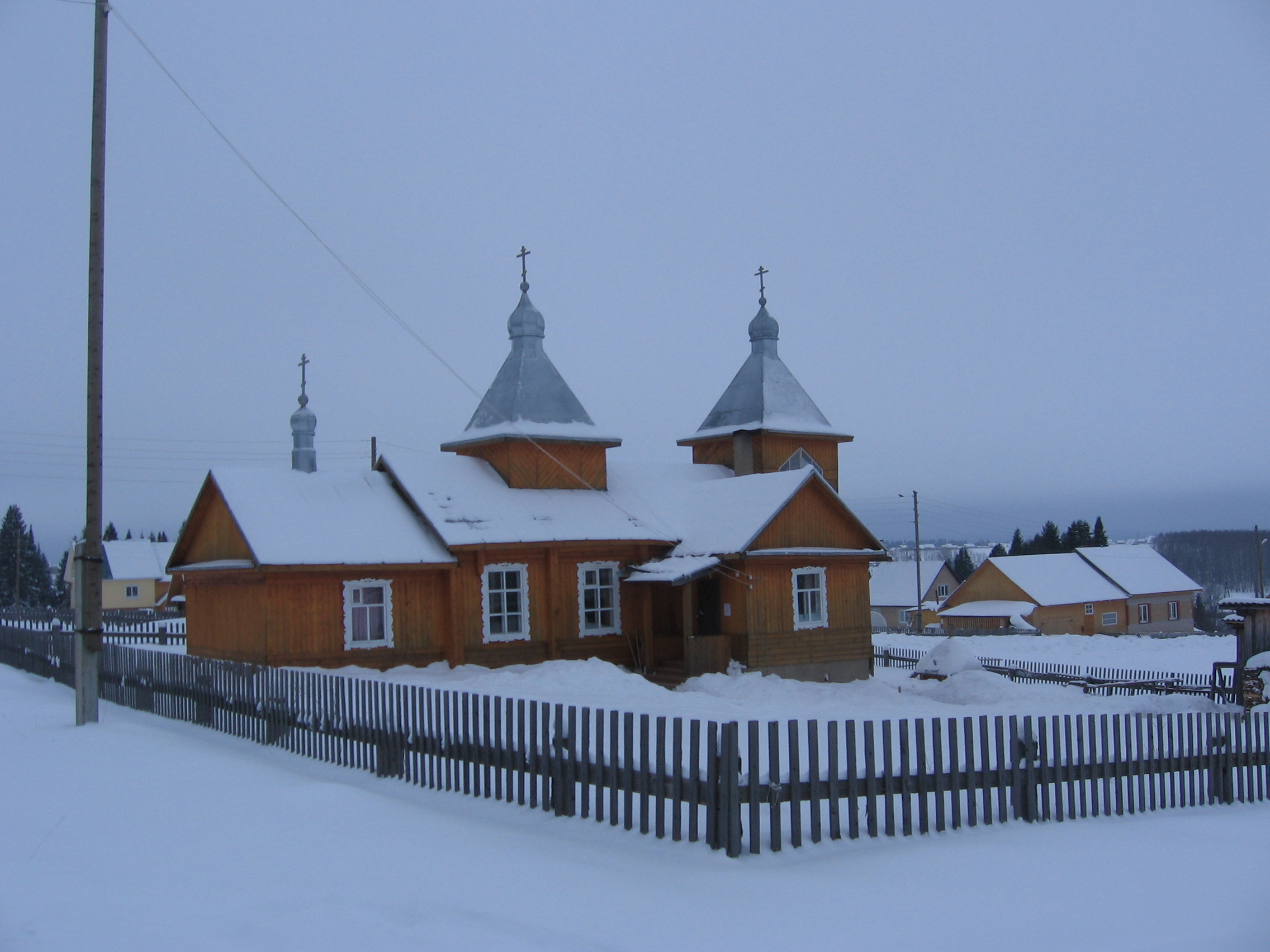

58°51′46″N 53°15′11″E / 58.86278°N 53.25306°E
阿法納西耶沃區（俄语：Афанасьевский район），是俄羅斯的一個區，位於該國西部，由基洛夫州負責管轄，面積5,230平方公里，2010年人口13,848，人口密度每平方公里2.65人。